# Luca Russelmann
Luca Russelmann (* 11. März 2000) ist ein deutscher Volleyballspieler.

## Karriere
Russelmann spielte für die Bundesligareserve des SV Schwaig unter Christian Schwabe und wechselte 2020 zum Ligakonkurrenten ASV Dachau. Dem Verein gelang in der Saison 2022/23 der Aufstieg in die erste Bundesliga. In der Saison 2023/24 unterlagen die Dachauer im DVV-Pokal-Achtelfinale und verpassten als Tabellenneunter der Bundesliga-Hauptrunde die Playoffs.